# آدنوزین دآمیناز

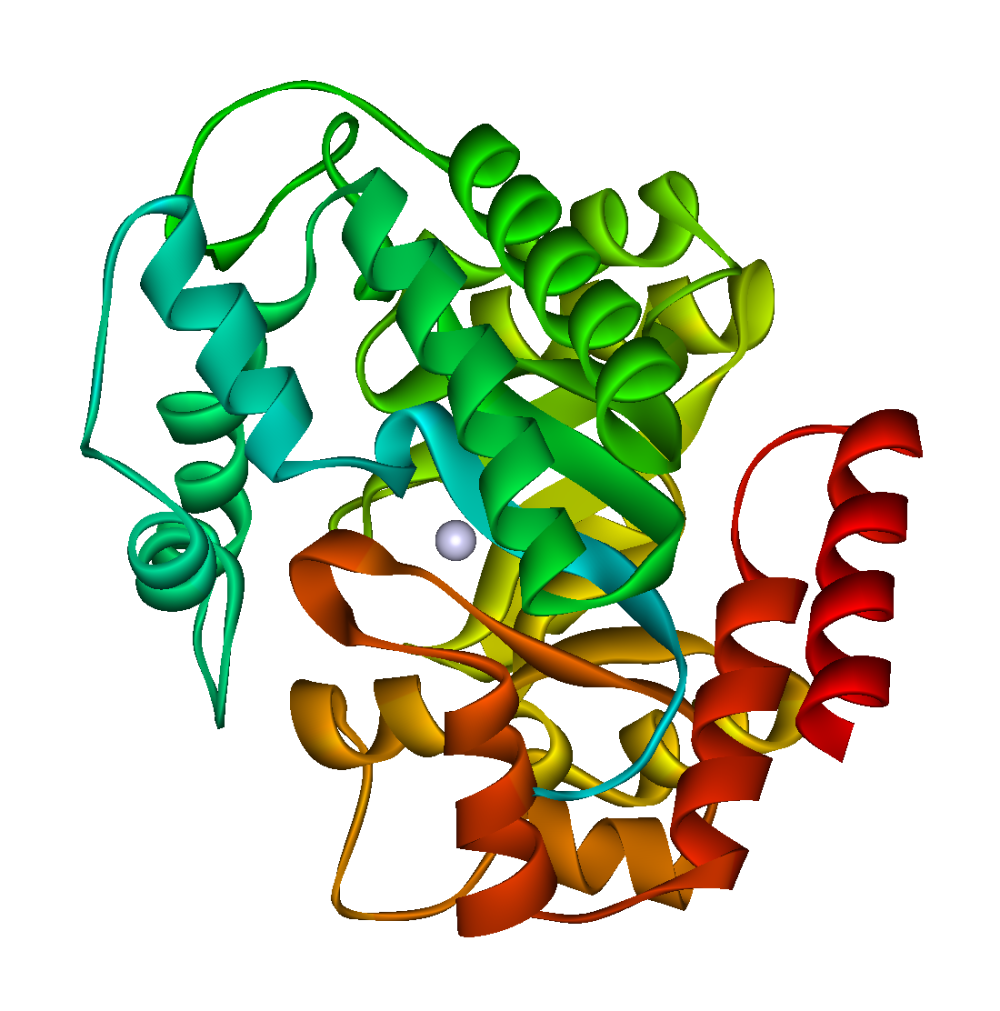
ساختار سه بعدی آنزیم آدنوزین دآمیناز

'آدنوزین دآمیناز' آنزیمی است که باعث دآمینه شدن آدنوزین و تبدیل آن به اینوزین و داکسی اینوزین می‌شود. آنزیم فوق در بیماران مبتلا به نقص ایمنی شدید(SCID) که یک سندروم اتوزمال مغلوب است، وجود ندارد. آدنوزین اضافی از مسیرهای دیگری به محصولات مختلفی تبدیل می‌شود که تجمع این محصولات در سلول‌های مختلف باعث بروز مشکلاتی می‌شود. آدنوزین در این سلول‌ها بهdATP، داکسی آدنوزین وS-آدنوزیل همو سیستین تبدیل می‌شود و در نتیجه مقدار این متابولیت‌ها در پلاسما افزایش می‌یابد. dATP به صورت آلوستریک عمل آنزیم ریبو نوکلئوتید ردوکتاز را متوقف می‌کند. در اثر توقف عمل این آنزیم میزان مولکول‌های پیش ساز لازم برای سنتز DNA در سلول کاهش میابد وسنتز DNA متوقف می‌شود. با تزریق آنزیم آدنوزین دآمیناز به این بیماران، می‌توان آن‌ها را درمان کرد.

آدنوزین
اینوزین